# Hubneria caesia
Hubneria caesia là một loài ruồi trong họ Tachinidae.